# Piani dell'Avaro

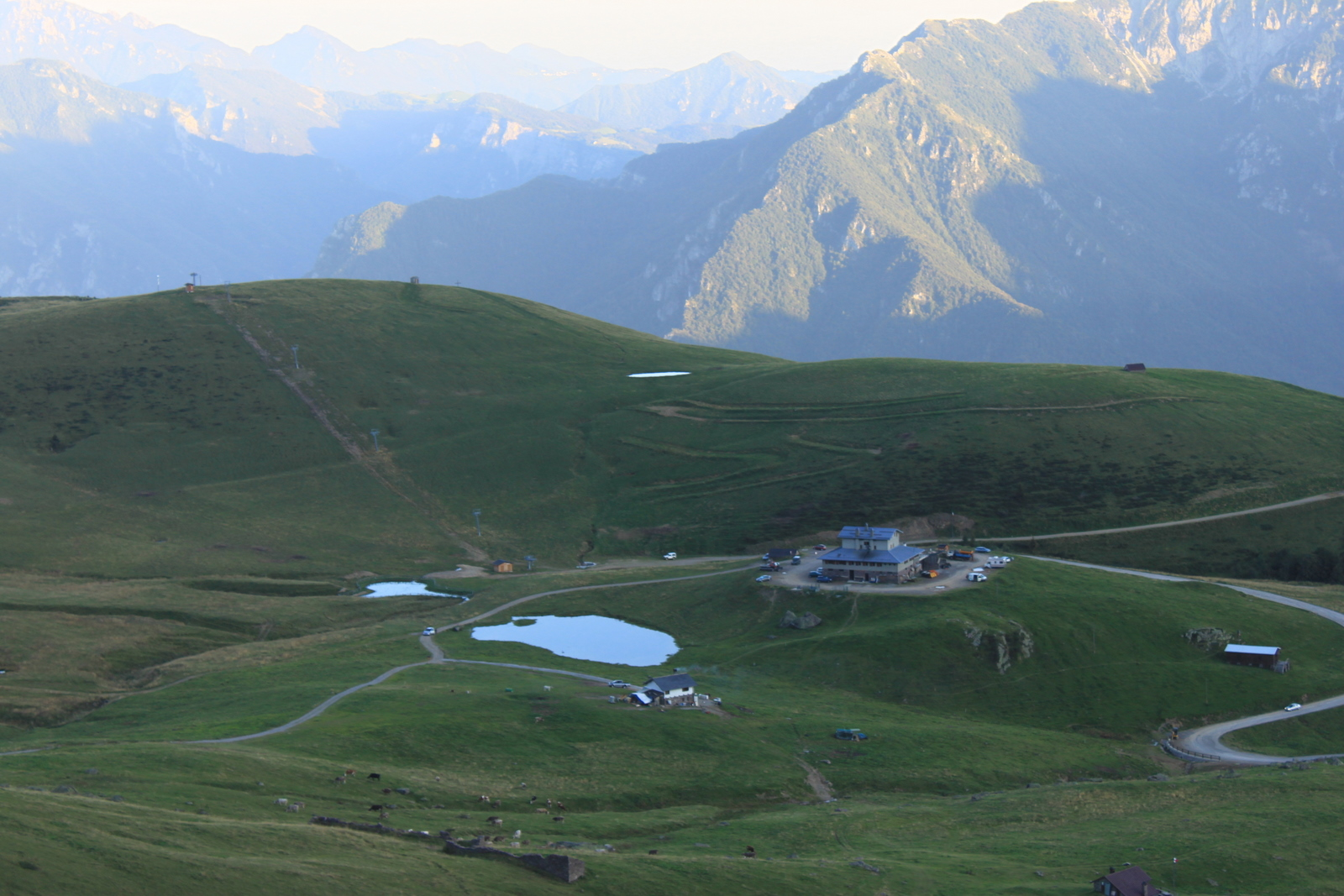
Veduta dei Piani dell'Avaro

I Piani dell'Avaro sono un altopiano situato a nord di Cusio, in alta Val Brembana, leggermente sopra i 1.700 m s.l.m..

## Caratteristiche
Situati ai piedi del Monte Avaro, nel territorio del comune di Cusio, i Piani dell'Avaro ospitano in estate dei pascoli di bovini, mentre in inverno ospitano una pista di sci di fondo e degli impianti di risalita che servono piste da discesa facili e di breve percorrenza. Alcune baite servono i visitatori con servizio bar e ristorante. La zona è frequentata inoltre da sci-alpinisti.

## Accessi
I Piani dell'Avaro sono situati alla fine di una strada stretta ma asfaltata che da Cusio si dirige a nord-ovest. 
Per raggiungere Cusio si prosegue lungo la strada provinciale della Val Brembana in direzione di Piazzatorre. Passato il Bivio per Foppolo si gira a sinistra in località Olmo al Brembo e si prosegue lungo la strada principale che attraversa più avanti gli abitati di Averara e Santa Brigida. Arrivati a Cusio si segue lungo la strada principale fino ai Piani.
A partire dal 2015, in alcuni periodi dell'anno, è necessario pagare un pedaggio per poter proseguire oltre l'abitato di Cusio a bordo di un'automobile.

## Ascensioni
- Monte Ponteranica (2.378 m). EE
- Monte Valletto (2.371 m), difficoltà EE
- Monte Triomen (2.251 m), difficoltà EE
- Monte Avaro (2.088 m), difficoltà F
- Rifugio Cesare Benigni, (2.220 m), difficoltà F
- Laghetti di Ponteranica, (2.115 m), difficoltà F